# 硫化硼
硫化硼是一种无机化合物，化学式为B2S3。它曾在“高科技”玻璃与制备有机硫化合物方面受到重视。和硫化硅、硫化磷一样，硫化硼可以和水（或者潮湿的空气）反应，放出硫化氢。因此，硫化硼必须储存在无水环境中。
和氧化硼一样，硫化硼和其他硫化物（如P4S10）混合时，形成玻璃。与传统的硼硅玻璃相比，这类玻璃可以吸收低频的红外线的能量。
硫化硼可以将酮转化为相应的硫酮。例如，二苯甲酮转化为二苯甲硫酮的过程如下:
B
2S
3 + 3 (C
6H
5)
2C=O → B
2O
3 + 3 (C
6H
5)
2C=S
根据实践，B2S3有很高的实用价值。

## 制备
第一次硫化硼的合成是由永斯·贝采利乌斯在1824年，通过无定形硼与硫蒸汽的直接化合得到。
{\displaystyle {\mathsf {2B+3S\ {\xrightarrow {\ }}\ B_{2}S_{3}}}}
弗里德里希·维勒和亨利·爱丁·圣克莱尔·德维尔则在1858年用了另一种合成方法来制备硫化硼，他们用硼和硫化氢的反应来制备。
{\displaystyle {\mathsf {2B+3H_{2}S\ {\xrightarrow {\ }}\ B_{2}S_{3}+3H_{2}}}}
除了以上方法外，B2S3还可以通过铁或者锰的硼化物与硫化氢在300℃反应得到。
{\displaystyle {\mathsf {2FeB+4H_{2}S\ {\xrightarrow {\ }}\ B_{2}S_{3}+FeS+4H_{2}}}}
{\displaystyle {\mathsf {2MnB+4H_{2}S\ {\xrightarrow {\ }}\ B_{2}S_{3}+MnS+4H_{2}}}}
二硫化碳在930℃作用于硼单质也可产生硫化硼：
{\displaystyle {\mathsf {4B+3CS_{2}\ {\xrightarrow {930^{o}C}}\ 2B_{2}S_{3}+3C}}}

## 物理性质
硫化硼是一种白色晶体或无定形的粉末，加热变粘稠。微溶于三氯化磷和二氯化硫。

## 化学性质
硫化硼极易水解，也易醇解：
{\displaystyle {\mathsf {B_{2}S_{3}+6H_{2}O\ {\xrightarrow {\ }}\ 2H_{3}BO_{3}+3H_{2}S\uparrow }}}
其水解在潮湿空气中便可发生。
硫化硼也能还原氧化性的酸：
{\displaystyle {\mathsf {B_{2}S_{3}+9H_{2}SO_{4}\ {\xrightarrow {\ }}\ 2H_{3}BO_{3}+12SO_{2}\uparrow +6H_{2}O}}}
{\displaystyle {\mathsf {B_{2}S_{3}+24HNO_{3}\ {\xrightarrow {100^{o}C}}\ 2H_{3}BO_{3}+3H_{2}SO_{4}+24NO_{2}\uparrow +6H_{2}O}}}

## 应用
硫化硼可以应用于有机合成。也能用作核反应堆的控制棒。